# Géants Athois

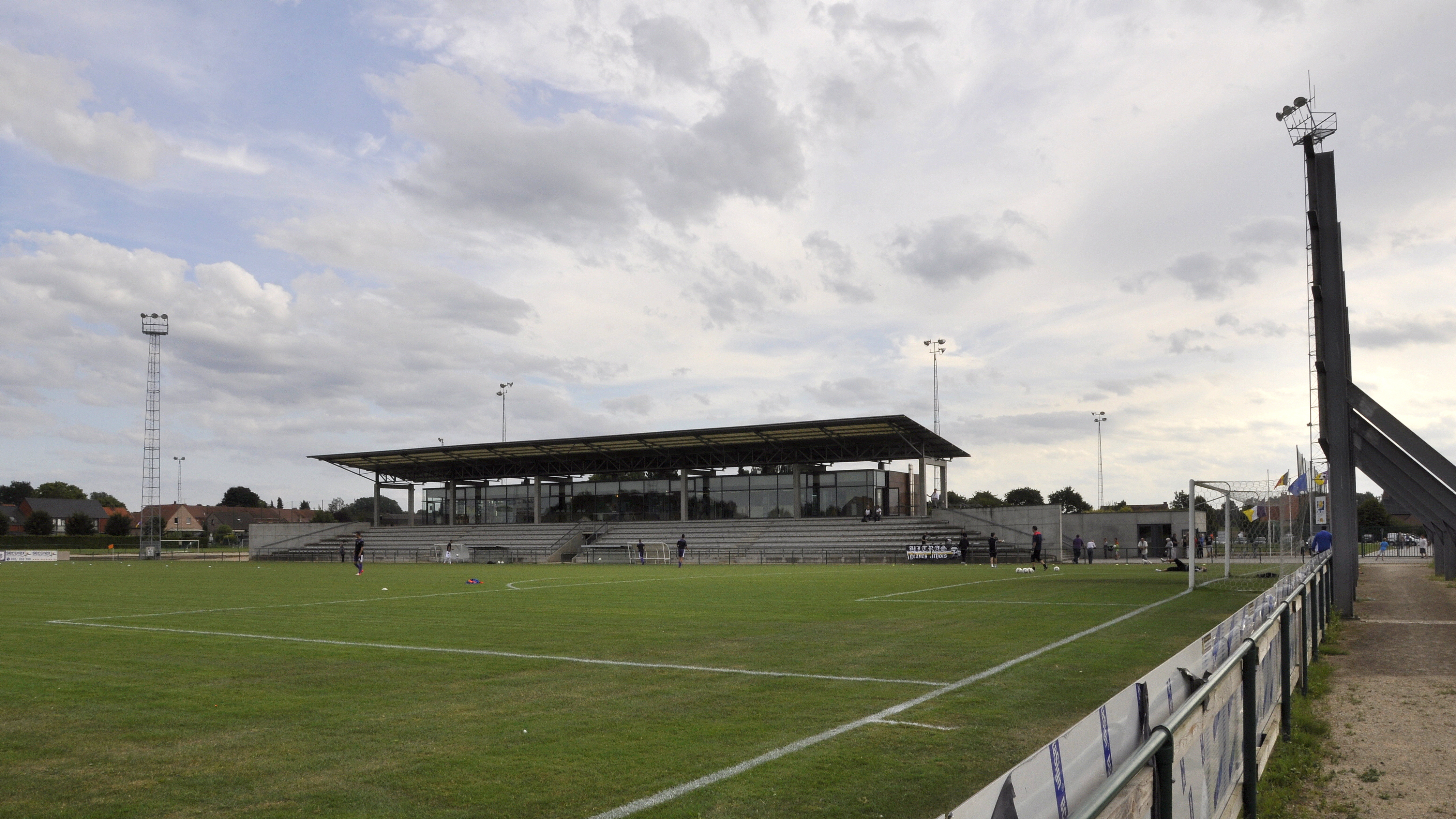
Het Stade des Géants

Royal Géants Athois was een Belgische voetbalclub uit Aat. De club was bij de KBVB aangesloten met stamnummer 2899 en heeft geel en paars als kleuren. De huidige club ontstond in 2004 uit de fusie van RJS Ath-Maffle en FC Ath Sport. De aanduiding "Géants" in de clubnaam verwijst naar de reuzen in de folklore van de stad, in het bijzonder de Ducasse van Aat, het door UNESCO erkende volksfeest dat elk jaar de vierde zondag van augustus wordt gehouden. De club ging tijdens het seizoen 2015/16 failliet.

## Geschiedenis
De club sloot rond het begin van de Tweede Wereldoorlog aan bij de Belgische Voetbalbond en kreeg stamnummer 2899. Deze club, Royale Jeunesse Sportive Ath-Maffle, uit Maffle, speelde een halve eeuw in de Belgische provinciale reeksen.
In het centrum van Ath speelde sinds de jaren 10 RFC Athois. Deze oude club was bij de voetbalbond aangesloten met stamnummer 67. Na het seizoen 2002/03 legde deze eerste club van de stad echter de boeken neer. RFC Athois speelde op dat moment in de nationale Vierde Klasse, waar het in zijn geschiedenis zes seizoenen had gespeeld. Stamnummer 67 verdween zo definitief. Leden van de verdwenen club richtten echter al gauw een nieuw club op FC Ath Sport, dat bij de voetbalbond aansloot met stamnummer 9435 en in de laagste provinciale reeksen van start ging.
RJS Ath-Maffle speelde op dat moment een paar reeksen hoger dan de nieuwe club, namelijk in de Henegouwse Tweede Provinciale, nadat het in 2002 uit Derde was gepromoveerd. Beide provinciale clubs uit Ath besloten de krachten te bundelen en zo één sterke club te vormen in de stad. Zo ontstond in 2004 fusieclub Royal Géants Athois. De club speelde in Tweede Provinciale verder met stamnummer 2899 van Ath-Maffle. Stamnummer 9435 van het pas opgericht FC Ath Sport verdween alweer.
De club zou al gauw succes kennen. In 2006 dwong de A-ploeg immers voor het eerst promotie af naar de hoogste provinciale reeks. Ook in Eerste Provinciale bleef de club het goed doen. In 2008 behaalde men er al een tweede plaats. Athois mocht naar de promotie-eindronde, maar daar was RUS Belœil te sterk. Het jaar erop pakte de club echter de titel in Eerste Provinciale. Voor het eerst promoveerde de fusieclub zo naar Vierde Klasse, een half decennium nadat RFC Athois daar was verdwenen. Twee jaar later volgde de promotie naar Derde Klasse.
In 2014/15 kreeg de club financiële problemen. Toen de betaling van de lonen uitbleef, gingen de spelers en technische staf van de A-kern over tot een staking, en op 25 januari 2015 moest in het kampioenschap de wedstrijd tegen KMSK Deinze afgewerkt worden met beloften en jongeren. De wedstrijd werd met 0-16 verloren. Uiteindelijk werkte de A-kern het kampioenschap verder af, maar men zakte verder af in de rangschikking, om uiteindelijk op een barrageplaats voor degradatie te eindigden. In maart 2015 besloot de clubleiding om op het eind van het seizoen de activiteiten te staken, en te gaan samenwerken met een andere club uit de gemeente Aat, namelijk eersteprovincialer FC Ostiches. Géants Athois eindigde zijn seizoen in Derde Klasse nog op een barrageplaats voor degradatie. In de eindronde gaf men forfait tegen RES Acrenoise, waar Ath naar Vierde Klasse degradeerde. Door de samenwerking met Ostiches zou het stamnummer van Athois verdwijnen, waardoor het pas gevormde Royal Albert Quévy-Mons hoopte vooralsnog te promoveren naar Vierde Klasse. Uiteindelijk werd het stamnummer nog overgenomen door een groep Franse investeerders, waarin onder meer voetballer Nicolas Anelka was betrokken, waardoor de club en het stamnummer toch nog de plaats in Vierde Klasse behield. De club zou in Fleurus gaan spelen, maar had eind juli nog steeds geen spelers onder contract.

## Erelijst
Vierde klasse (voetbal België)
Winnaar (1x): 2011

## Resultaten
| Seizoen | Klasse | Klasse | Klasse | Klasse | Klasse | Klasse | Reeks               | Punten | Opmerkingen                              |
|         | I      | II     | III    | IV     | P.I    | P.II   |                     |        |                                          |
| ------- | ------ | ------ | ------ | ------ | ------ | ------ | ------------------- | ------ | ---------------------------------------- |
| 2005/06 |        |        |        |        |        |        | Tweede Prov. Heneg. |        |                                          |
| 2006/07 |        |        |        |        | 5      |        | Eerste Prov. Heneg. |        |                                          |
| 2007/08 |        |        |        |        | 2      |        | Eerste Prov. Heneg. |        |                                          |
| 2008/09 |        |        |        |        | 1      |        | Eerste Prov. Heneg. |        |                                          |
| 2009/10 |        |        |        | 9      |        |        | Vierde Klasse A     | 35     |                                          |
| 2010/11 |        |        |        | 1      |        |        | Vierde Klasse A     | 69     |                                          |
| 2011/12 |        |        | 11     |        |        |        | Derde Klasse A      | 41     |                                          |
| 2012/13 |        |        | 15     |        |        |        | Derde Klasse B      | 43     |                                          |
| 2013/14 |        |        | 7      |        |        |        | Derde Klasse A      | 50     |                                          |
| 2014/15 |        |        | 16     |        |        |        | Derde Klasse A      | 35     | Forfait in eindronde tegen RES Acrenoise |
| 2015/16 |        |        |        | 16     |        |        | Vierde Klasse B     | 0      | geen punten vanwege faillissement        |

## Bekende ex-spelers
- Mahamadou Dissa
- Edmilson
- Chemcedine El Araichi
- Olivier Guilmot

## Trainers
- 2011/12  Pascal Michel
- 2012/13  Laurent Debruxelles,  Fabrice Van Robays
- 2013/14  Luigi Nasca
- 2014/15  Luigi Nasca